# جي. بي. إدواردز
جي. بي. إدواردز (بالإنجليزية: G. B. Edwards)‏ هو عالم العنكبوتيات ‏ وعالم حشرات أمريكي، ولد في 24 نوفمبر 1948 في أبردين في الولايات المتحدة.